# Elaeocarpus carolinensis
Elaeocarpus carolinensis är en tvåhjärtbladig växtart som beskrevs av Gen-Iti Koidzumi. Elaeocarpus carolinensis ingår i släktet Elaeocarpus och familjen Elaeocarpaceae. Inga underarter finns listade i Catalogue of Life.